# Friedrich Marx (Autor)

Friedrich Marx (1862)

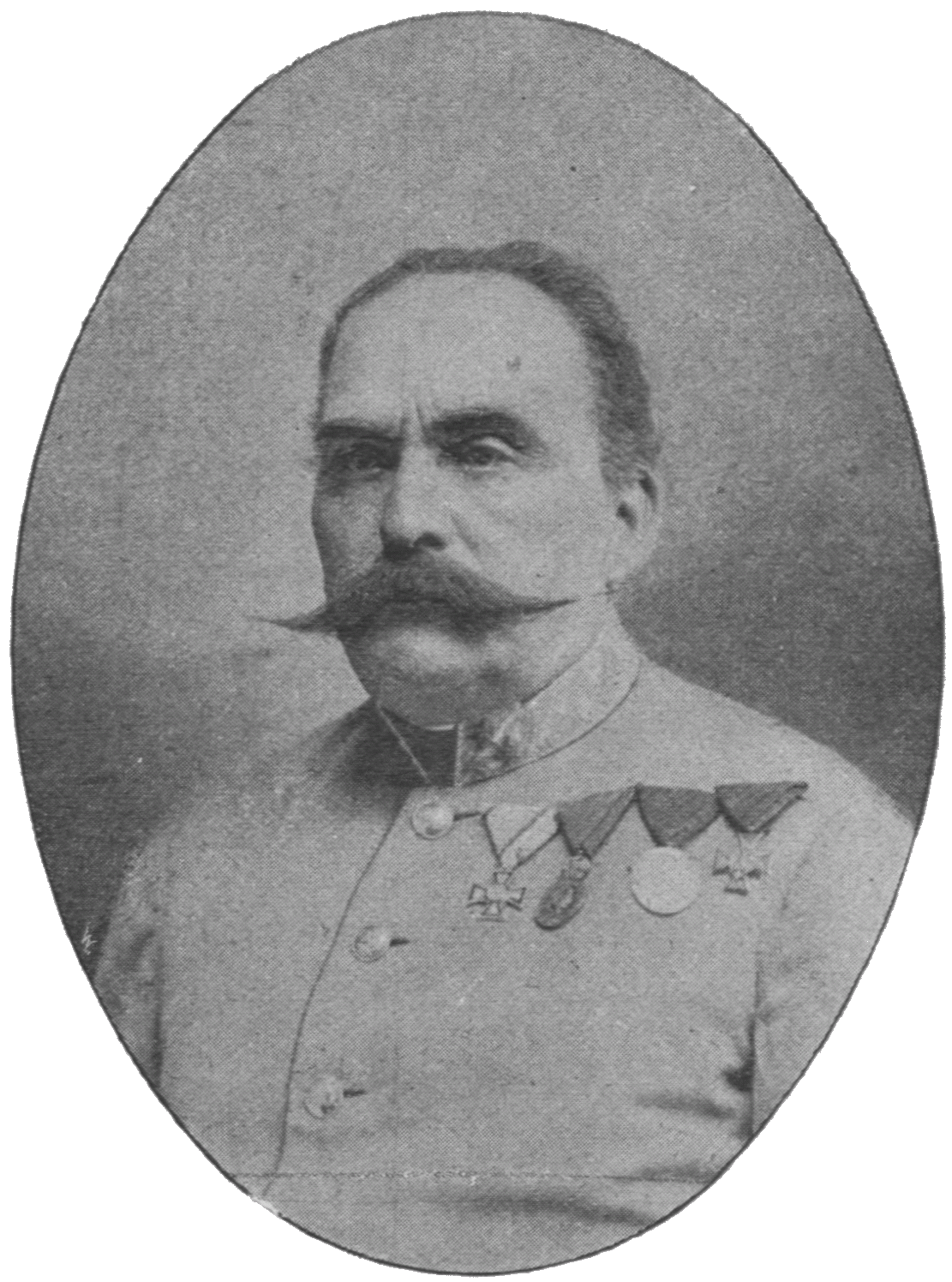
Friedrich Marx, Porträt von Michael Ogertschnig

Friedrich Marx (* 20. September 1830 in Steinfeld; † 19. Juni 1905 in Oberdrauburg) war ein österreichischer Schriftsteller und Offizier.

## Leben
Der Sohn eines Privatbeamten absolvierte die Offizierslaufbahn, wurde 1849 Kadett, 1857 Oberleutnant im 1. Wiener Gendarmerieregiment und 1864 Hauptmann. Nachdem er 1866 in den Ruhestand getreten war, zog er nach Graz und widmete sich seinen schriftstellerischen Neigungen. Seine Dichtungen waren bereits 1862 unter dem Titel Gemüt und Welt erschienen. 1863 folgte das Trauerspiel Olympias, 1869 das Schauspiel Jacobäa von Bayern, 1875 das lyrische Epos Bruno von Kärnten. Von 1870 bis 1872 war Marx Vorsitzender des steiermärkischen Schriftstellerverbandes. 1877 wurde er reaktiviert und nach verschiedenen Verwendungen 1889 zum Kommandanten der steirisch-kärntnerischen k.k. Landwehr Infanterie Regiment „Klagenfurt“ Nr. 4 ernannt. 1890 wurde er zum k.k. Oberst befördert. Seinen dauerhaften Ruhestand verbrachte er ab 1892 in Graz bzw. Oberdrauburg. Marx war mit Peter Rosegger, Robert Hamerling sowie insbesondere mit seinem Verwandten Alfred Meißner (1822–1885) befreundet.
Marx zählt zu den Vertretern der „Norischen Schule“.

## Werke
- Gedichte. [Bernardoni, Wien 1856] (Digitalisat bei Google Books)
- Gedenket Mein. Liederspende. Sommer, Wien 1857 (Digitalisat bei Google Books)
- Erste Lieder. Sommer, Wien 1858 (Digitalisat bei Google Books)
- Vaters Heimgang. Gedicht [auf den Tod des Feldmarschalls Graf Radetzky]. Druck und Papier: Sommer, Wien 1858 (Digitalisat bei Google Books)
- Die Marschallsgruft in Wetzdorf. Gedicht. Druck und Papier: Sommer, Wien 1858 (Digitalisat bei  Google Books)
- Gemüth und Welt. Lyrische Dichtungen. Leykam, Graz 1862
- Olympias. Geschichtliches Trauerspiel. Markgraf, Wien 1863 (Digitalisat bei Google Books)
- Jacobäa von Bayern. Schauspiel in fünf Aufzügen. Druck: Leykam, Graz 1865 (Digitalisat bei  Google Books)
- Proben aus Longfellow’s Gedichten in deutscher Nachbildung von Friedrich Marx. Selbstverlag, Graz 1867 (Digitalisat bei Google Books)
  - Neuausgabe: Ausgewählte Gedichte Longfellow’s. Philipp Reclam jun., Leipzig 1910
- Alessandro Poerio. Ein Lebensbild mit lyrischem Anhang. Pock, Graz 1868 (Digitalisat bei Google Books)
- König Nal. Dramatisches Gedicht in 1 Aufzuge nach dem Italienischen des Angelo De-Gubernatis. Richter, Hamburg und Altona 1870 (Digitalisat bei Google Books)
- Paltenthal und Dürnschöberl. Sommerfäden aus obersteierischen Bergen. Selbstverlag, Graz 1874 (Digitalisat bei Google Books)
- Bruno von Kärnten. 996 n. Chr. In: Carinthia. Jg. 66, 1876, Nr. 1, S. 1–9 (episches Gedicht, zobodat.at [PDF; 1,8 MB])
- Gemüth und Welt. Gedichte. Dritte um die Hälfte vermehrte Auflage. Günther, Leipzig 1877 (Digitalisat bei Google Books)

postum erschienen
- Lebensblätter. Gesammelte und nachgelassene Dichtungen. Hrsg. von Irene von Schellander. Müller, München 1909 (Details im OBV)